# 조코 자이코프
조코 자이코프(마케도니아어: Ѓоко Зајков, 1995년 2월 10일 ~ )는 북마케도니아의 프로 축구 선수로, 리가 I 클럽 CS 우니베르시타테아 크라이오바와 북마케도니아 국가대표팀에서 센터백으로 활약하고 있다.

## 구단 경력
스코페에서 우도보 출신의 가정에서 태어난 조코 자이코프는 북마케도니아에서 라보트니치키의 청소년 팀에서 뛰다가 2012년 여름에 프르바 리가에 참가하여 클럽의 팀에서 처음으로 모습을 드러냈다. 그는 17세의 나이로 그해 최고 수비수로 뽑혔다.
2014년 6월 23일, 그는 북마케도니아를 떠나 프랑스 클럽 렌으로 이적하여 3년 계약을 체결했다. 대부분의 시간을 렌 유소년 팀에서만 보낸 프랑스에서의 첫 시즌 후, 2015년 여름, 그는 벨기에의 샤를루아로 1년 동안 임대되었다.
샤를루아에서 방출된 후 자이코프는 2021년 8월, 레프스키 소피아와 1년 계약을 체결했다. 2022년 3월, 그는 시즌이 끝날 때까지 슬라비아 소피아에 합류했다.
2023년 1월, 그는 루마니아의 우니베르시타테아 크라이오바에 입단했다.

## 국가대표팀 경력
그는 북마케도니아 U-19 국가대표팀과 U-21 국가대표팀의 일원이었다.
그는 2016년 6월 이란과의 친선 경기에서 북마케도니아 국가대표팀으로 성인 무대에 데뷔하였고, 2020년 5월 현재 총 12경기에 출전하여 무득점을 기록하고 있다.
그는 그들의 첫 메이저 대회인 UEFA 유로 2020에 국가대표로 참가했다.